# ФК Сибир (Новосибирск)
„Сибир“ е руски футболен клуб от Новосибирск.
Бюджет 12 000 000 долара.

## Предишни имена
- Буревестник (1934—1937)
- Криля Советов (1938—1956)
- Сибселмаш (1957—1965)
- Динамо (1970)
- Дзержинец (1971)
- Чкаловец (1972—1991 и 1993—1999)
- Чкаловец-ФоКуМиС (1992)
- Чкаловец-1936 (2000—2005)
- Сибир (2006—)

## Известни играчи
- Дмитрий Акимов
- Максим Астафиев
- Томаш Виходил
- Стив Жозеф Ренет
- Денис Лактионов
- Денис Скороходов
- Евгений Зиновиев
- Томаш Чижек
- Величе Шумуликоски

## Български футболисти
- Рангел Абушев: 2015/16 - (6 мача - 0 гола)